# Leslie Leoni
Leslie Leoni (La Louvière, 4 mei 1981) is een Belgische politica voor de PS.

## Biografie
Leoni heeft Italiaanse roots. Ze behaalde een regentaat in de beeldende kunsten en studeerde voor graficus aan het Atelier de Gravure et Images Imprimées de Arts2 in Bergen. Ze ging les geven aan verschillende kunstacademies van de Franstalige Gemeenschap en is sinds 2013 in La Louvière eigenares van een kunstgalerij.
Sinds oktober 2018 is Leoni voor de PS gemeenteraadslid van La Louvière. In juli 2019 volgde ze Michel Di Mattia op als schepen van Cultuur en Toerisme, wat ze bleef tot in oktober 2020.
Bij de federale verkiezingen van mei 2019 stond Leoni als tweede opvolger op de PS-lijst in de kieskring Henegouwen. Vanaf 1 oktober 2020 was ze effectief lid van de Kamer van volksvertegenwoordigers, als opvolger van de tot federaal minister benoemde Ludivine Dedonder. Zij besloot hierdoor ontslag te nemen als schepen van La Louvière. In de Kamer werd ze actief in de commissie Economie, Consumentenbescherming en Digitale Agenda, de commissie Sociale Zaken en het adviescomité voor wetenschappelijke vraagstukken. Leslie bleef federaal volksvertegenwoordiger tot aan de verkiezingen van juni 2024, ze stond toen als derde opvolger op de lijst.